# Qatar Masters 2006
The Commercialbank Qatar Masters 2006 is een golftoernooi dat onderdeel uitmaakt van de Europese PGA Tour. Het toernooi vond plaats van 26 januari tot en met 29 januari op de Doha Golf Club in Doha in Qatar. Een ronde van 18 holes op de Doha Golf Club heeft een par van 72 slagen.

## Verslag
Op de eerste dag stelde titelverdediger Ernie Els teleur met een ronde van 71 slagen. Hij bezette daarmee de gedeeld 25e plaats. Maarten Lafeber had evenals Els 71 slagen nodig, terwijl Robert-Jan Derksen er twee meer nodig had. Rolf Muntz sloot de dag af in de achterhoede met 79 slagen voor de ronde. De leiding na de eerste dag was in handen van Ricardo Gonzalez en Henrik Stenson die allebei zes slagen onder par eindigden na een ronde van 66 slagen. Op de gedeeld derde plaats volgden Danny Denison, Darren Fitchardt en Chawalit Plaphol die ieder 67 slagen nodig hadden.
Aan het eind van de tweede dag had Stenson de leiding nog altijd in handen. Hij had twee slagen meer nodig (68) dan de dag ervoor, maar Ricardo González moest een slag extra toestaan en volgde op de tweede plaats. Maarten Lafeber had een topdag met eveneens 68 slagen (zes birdies en twee bogeys) en klom van de 25e plaats naar de gedeeld 7e plaats in het klassement. Robert-Jan Derksen en Rolf Muntz haalden de cut niet.
Op de derde dag kon Stenson zijn leidende positie met succes verdedigen. Over de derde ronde deed hij 71 slagen, wat minder goed was dan de dagen ervoor, maar zijn directe concurrenten hadden meer slagen nodig. Daardoor konden Paul Broadhurst en Niclas Fasth opklimmen naar de gedeeld tweede plaats. Op de 18e hole liet Stenson een bogey noteren, waarmee hij de kans op een nog grotere voorsprong liet liggen. Maarten Lafeber zakte naar de twaalfde plaats, maar aanvankelijk leek hij verder weg te zakken aangezien hij 3 slagen boven par zat. Op de laatste drie holes herstelde hij zich en kwam hij tot drie birdies.
Ook op de laatste dag kwam Stenson niet in de problemen. De 68 slagen die hij in de laatste ronde nodig had, was ruim voldoende om Paul Broadhurst achter zich te houden nadat deze de Zweed wel onder druk probeerde te zetten. Maarten Lafeber had 71 slagen nodig op de laatste dag en klom daarmee weer de top 10 binnen. De laatste dag werd geteisterd door harde windvlagen. Nadat Broadhurst op 1 slag genaderd was, dankzij een bogey van Stenson, zette Stenson alles recht door op de laatste vier holes drie birdies te maken.

## Ranglijst
| rang | golfer           | land        | 1  | 2  | 3  | 4  | totaal |
| ---- | ---------------- | ----------- | -- | -- | -- | -- | ------ |
| 1    | Henrik Stenson   | Zweden      | 66 | 68 | 71 | 68 | 273    |
| 2    | Paul Broadhurst  | Engeland    | 72 | 67 | 67 | 70 | 276    |
| 3    | Darren Fitchardt | Zuid-Afrika | 67 | 72 | 70 | 68 | 277    |
| 4    | Niclas Fasth     | Zweden      | 68 | 70 | 68 | 73 | 279    |
| -    | Richard Finch    | Engeland    | 68 | 68 | 71 | 72 | 279    |
| -    | Ricardo González | Argentinië  | 66 | 69 | 72 | 72 | 279    |
| -    | Nick Dougherty   | Engeland    | 69 | 67 | 73 | 70 | 279    |
| 8    | Graeme Storm     | Engeland    | 68 | 71 | 70 | 71 | 280    |
| 9    | Thomas Bjørn     | Denemarken  | 71 | 68 | 71 | 72 | 282    |
| -    | Maarten Lafeber  | Nederland   | 71 | 68 | 72 | 71 | 282    |
| -    | David Lynn       | Engeland    | 70 | 70 | 71 | 71 | 282    |
| -    | Paul McGinley    | Ierland     | 69 | 70 | 70 | 73 | 282    |
| 13   | Ernie Els        | Zuid-Afrika | 71 | 71 | 69 | 72 | 283    |
| -    | Jarrod Lyle      | Australië   | 72 | 71 | 71 | 69 | 283    |